# Rio Obel
O rio Obel (rio Ubel) é um pequeno rio afluente do rio Marebe, o qual seu início é nas Terras Altas da Eritreia e se forma na parte geográfica na fronteira entre a Eritreia e a Etiópia.